# Caspar Memering
Caspar Memering (født 1. juni 1953 i Bockhorst, Vesttyskland) er en tidligere tysk fodboldspiller, der som midtbanespiller på Vesttysklands landshold var med til at blive europamester ved EM i 1980. På klubplan spillede han en årrække for Hamburger SV, hvor han var med til at vinde to tyske mesterskaber, én DFB-Pokal, samt Pokalvindernes Europa Cup. Han optrådte også for Schalke 04 samt for franske Girondins Bordeaux.

## Titler
Bundesligaen
- 1979 og 1982 med Hamburger SV

DFB-Pokal
- 1976 med Hamburger SV

Pokalvindernes Europa Cup
- 1977 med Hamburger SV

EM
- 1980 med Vesttyskland